# Armando Freire Cabral de Sacadura Falcão
Armando Freire Cabral de Sacadura Falcão CvGDSMOM • OA • ComA • MPCE • CvSMA (Lisboa, Coração de Jesus, 27 de Dezembro de 1911 - 1 de Janeiro de 2007) foi um militar e genealogista português.

## Biografia

### Militar
Primogénito dos dois filhos varões do Dr. Armando de Sacadura Falcão e de sua mulher Ester da Conceição Fragoso da Lança.
Frequentou o curso dos Liceus em Lisboa, os estudos preparatórios na Faculdade de Ciências da Universidade de Lisboa e na Faculdade de Ciências da Universidade de Coimbra, e, nos anos de 1931 a 1934, o curso da Arma de Cavalaria na Escola Militar.
Foi promovido a Alferes da Arma de Cavalaria do Exército a 1 de Novembro de 1934 e, nesse ano, ingressou na Escola Prática de Cavalaria, em Torres Novas, onde fez o respectivo tirocínio. Serviu, depois, como Alferes no Regimento de Lanceiros N.º 2, em Lisboa, e no Regimento de Cavalaria N.º 3, em Estremoz.
Em 1935, concorreu à Arma de Aeronáutica, frequentando durante o ano lectivo de 1935-1936, o curso para Oficiais de Aeronáutica, na antiga Escola Militar de Aeronáutica, em Sintra, onde obteve o brevet de Piloto Militar N.º 68. Foi, em seguida, colocado no Grupo Independente de Aviação de Bombardeamento, em Alverca, e, mais tarde, na Base Aérea N.º 2, na Ota, onde serviu e comandou algumas Esquadrilhas de Bombardeamento. Tomou parte na Missão Militar portuguesa encarregada de receber, na Alemanha, os primeiros aviões bimotores, Junkers Ju 86, que equiparam a aviação portuguesa de bombardeamento, e, por essa ocasião, fez estágio na Escola de Voo sem Visibilidade, de Brandis, perto de Leipzig, no Estado Livre da Saxónia.
A 1 de Dezembro de 1938, foi promovido a Tenente, e, então, dedicou-se à fotografia aérea, colaborando na antiga Sociedade Portuguesa de Levantamentos Aéreos no levantamento fotogramétrico de várias cartas e planos. De 1940 a 1943, desempenhou, em Comissão Militar na Colónia de Moçambique, os cargos de Adjunto de Aeronáutica do Quartel-General e de Secretário do Conselho de Aeronáutica da Colónia, regressando à Metrópole para frequentar o curso para a promoção a Capitão, posto a que foi promovido em 1944, com a antiguidade contada desde 1 de Dezembro de 1942.
Mais tarde, voltou a servir de Comandante de Esquadrilha e de Grupo de Bombardeamento na Base Aérea N.º 2, até fins de 1946. Durante o ano de 1947, desempenhou, em Comissão Especial de Serviço, dependente do Ministério das Colónias, os cargos de Director dos Serviços Aéreos e dos Serviços Meteorológicos da Colónia da Guiné, regressando à Metrópole para frequentar, no Instituto de Altos Estudos Militares, o curso para promoção a Oficial Superior da Arma de Aeronáutica, em 1948, findo o qual foi colocado no Depósito Geral de Material Aeronáutico da Força Aérea, em Alverca, onde serviu como Oficial Adjunto, e, depois, em 1952, como Director Interino, chegando a Comandante. Em cumprimento do Programa de Defesa e de Assistência Mútua, chefiando uma Missão Militar de cinco Oficiais, frequentou o curso do Supply Officer General da Força Aérea Americana nos Estados Unidos da América, na Base Aérea de Denver, no Estado do Colorado, e na Base Aérea de Cheyenne, no Estado do Wyoming, para onde seguiu em Junho de 1951, e obteve o respectivo Certificado a 9 de Agosto do mesmo ano. Fez parte, durante o ano de 1952, duma Supply Team, composta por três Oficiais Americanos e dois Oficiais Portugueses, encarregado de estudar a reorganização dos serviços de abastecimento de material aeronáutico na Força Aérea Portuguesa, havendo coligido um projecto de "Manual dos Serviços de Parque", para ser adoptado na Aeronáutica de Portugal.
Atingiu o posto de Tenente-Coronel Piloto-Aviador da Força Aérea, e foi Chefe de Missão Militar na Base Aérea de Châteauroux, em França, e na Base Aérea de Nouasseur, em Marrocos, ambas Americanas, etc.
Casou em Mangualde, Mesquitela, na Capela de São Mamede, a 21 de Julho de 1938, com sua prima Mariana Rosa Ponces de Albuquerque (Mangualde, Mesquitela, Casa da Portela, 11 de Maio de 1913 - Lisboa, 12 de Junho de 1977, sepultada no Jazigo da Família de Albuquerque e Amaral, no Cemitério de Mesquitela, em Mangualde), Senhora da Casa da Portela, em Mesquitela, Mangualde, filha de Afonso de Albuquerque e Amaral e de sua mulher Maria da Glória Ponces de Carvalho de Oliveira Pires, da qual teve três filhos e três filhas.

### Condecorações
Foi condecorado com a Medalha Militar de Prata de Comportamento Exemplar.
- Oficial da Ordem Militar de São Bento de Avis[1][2][3] de Portugal (18 de Abril de 1945)[5]
- Comendador da Ordem de São Bernardo do Brasil[1] (? de ? de 19??)
- Comendador da Ordem Militar de São Bento de Avis[2][3] de Portugal (19 de Janeiro de 1955)[5]
- Cavaleiro da Real Ordem Equestre e Militar de São Miguel da Ala[2][3] de Portugal (? de ? de 19??)
- Cavaleiro de Graça e Devoção da Ordem Soberana e Militar Hospitalária de São João de Jerusalém, de Rodes e de Malta[2][3] (? de ? de 19??)
- Cavaleiro-Comendador da Ordem Equestre do Santo Sepulcro de Jerusalém[2][3] do Vaticano ou da Santa Sé (? de ? de 19??)
- Comendador com Placa de Graça da Sagrada Ordem Militar Constantiniana de São Jorge das Duas Sicílias[2][3] (? de ? de 19??)

Teve Carta de Brasão de Armas por Alvará do Conselho de Nobreza de 18 de Julho de 1983.

### Academias
Pertenceu, na qualidade de Sócio Efectivo, à Associação dos Arqueólogos Portugueses, da qual foi Director, - Secção de História, ao Instituto Português de Heráldica, mais tarde também Honorário, à Sociedade de Geografia de Lisboa, à Associação Portuguesa de Genealogia e à Academia Portuguesa de Ex-Líbris, e, na qualidade de Sócio Correspondente, ao Instituto Genealógico Brasileiro, de São Paulo.
Foi Presidente da Comissão de Genealogia e Vogal do Conselho de Nobreza, Sócio Fundador da Associação da Nobreza Histórica de Portugal e Director da Sociedade Histórica da Independência de Portugal.

### Obras
Foi Redactor da "Revista do Ar", na qual publicou artigos de carácter técnico, e foi colaborador doutras publicações e revistas.
Coligiu, desenhou e conservou inédita a Carta Geral Aeronáutica Internacional (Parte Relativa ao Território da Colónia Portuguesa de Moçambique e Territórios Circunvizinhos), Lourenço Marques, Junho de 1943.
Publicou os seguintes trabalhos:
- Guia Aeronáutico da Colónia de Moçambique, Imprensa Nacional de Moçambique, 1943[1]
- De Pedro Álvares a Sacadura Cabral, Separata N.º 112 da revista "Revista do Ar", Lisboa, 1948[1]
- Moncadas (Subsídios para a Genealogia do Ramo Português desta Família), Separata do Volume VI da revista "Arquivo de Beja", Lisboa, 1949[1]
- Homens de Repeses e Mundão, estudo genealógico, feito de colaboração com o Dr. Fernando de Gouveia e Sousa, Separata da revista "Beira Alta", Viseu, 1952[1]
- Freires Corte-Reais - Subsídios Genealógicos, Separata da revista "Estudos de Castelo Branco", 1.ª Edição, Castelo Branco, 1964
- Cabrais de Freguesia de Nabais, Separata da revista "Beira Alta", 1.ª Edição, Lisboa, 1967, com Aditamento posterior
- Sacaduras - Gente da Beira, ..., 1.ª Edição, ...
- Pintos Álvares de Carvalho, Separata da revista "Armas e Troféus", 1.ª Edição, Braga, 1969
- Moncadas, Separata da revista "Armas e Troféus", 1.ª Edição, Lisboa, 1983
- A Família Ponces, Separata da revista "Armas e Troféus", 1.ª Edição, Lisboa, 1984
- A Família Pereira Jardim, Separata da revista "Armas e Troféus", 1.ª Edição, Lisboa, 1987
- Os Lucenas, Edições Carvalhos de Basto, 1.ª Edição, Braga, 1993
- Freires Corte-Reais, Universitária Editora, 2.ª Edição, revista e actualizada, Lisboa, 2000

Tinha, ainda, manuscritos, outros trabalhos que destinou à publicação.